# أس-300 في إم
أس-300 في إم«أنتيي-2500» (لقب تعريف الناتو:SA-23 Gladiator\Giant) هي منظومة محمولة على المركبات المجنزرة لتوفير الحماية والحركية الواسعة مع القوات البرية في الصحراء وتوفير التغطية الدائمة للوحدات المدرعة ووحدات المشاة الميكانيكية بخلاف الأهداف الحيوية عالية القيمة أيضا كمراكز القيادة والسيطرة والمطارات وتعود أصولها إلى النسخة S-300V التي دخلت الخدمة لأول مرة عام 1983 لدى الاتحاد السوفييتي والمشتقة من منظومة أس-300 الشهيرة.
تم تصميم منظومة أس-300 في خصيصا كمضاد للصواريخ الباليستية في المقام الأول وحملت اسم SA-12 Gladiator / Giant حيث كانت النسخة Gladiator يبلغ مداها 75 كم والنسة Giant يبلغ مداها 100 كم افقيا و30 كم رأسيا.

## التطوير
- في نهاية التسعينيات ظهرت النسخة الجديدة والمتطور S-300VM أو Antey-2500 أو " SA-23 Gladiator \ Giant " والتي أصبحت تحمل صفات قتالية جديدة جعلت
- منها قادرة على التصدي لـ:

1. الصواريخ الباليستية المطلقة من مدى يصل إلى 2500 كم ولذلك سميت المنظومة بـ" Antey-2500 " نسبة لقدرتها على التعامل مع الصواريخ المطلقة من المدى المذكور.
2. الصواريخ الباليستية الميدانية أو التكيتيكة المطلقة من راجمات الصواريخ والتي يصل مداها إلى 300 كم.
3. الصواريخ الجوالة بمختلف انواعها.
4. الطائرات المقاتلة والتكتيكية ذات قدرة المناورة العالية.
5. الطائرات الاستراتيجية كقاذفات القنابل وطائرات الإنذار المبكر «اواكس» وطائرات الاستطلاع الإلكتروني والحرب الإلكترونية.

- أيضا تضمنت المنظومة صفة المناعة الشديدة ضد مختلف أنواع التشويش الألكتروني المكثف وقدرة رصد الأهداف الشبحية وذات المقطع الرإداري شديد الانخفاض والتي تصل إلى 0.02 متر2.
- تتميز المنظومة بأفضلية على النسخة S-300PMU2 بأنها مجنزرة ذات قدرة حركية عالية لمرافقة القوات البرية بعكس الأخرى المدولبة (عجلات) المخصصة لأعمال الحماية المركزية لعمق الدولة، كما تتميز بقدرات أفضل للتصدي للصواريخ الباليستية والصواريخ الجوالة لتوفير الحماية المكثفة للقوات البرية ضد كافة التهديدات الصاروخية المطلقة من منصات أرضية أو جوية أو بحرية.

## مكونات المنظومة
- المركبة 9S457ME للقيادة والسيطرة.
- عدد 1 - 6 مركبة 9A83ME قاذفة Launcher للصواريخ وتحمل 4 صواريخ من النوع 9M83ME
- عدد 1 - 6 مركبة 9A84ME حاملة وقاذفة Loader / Launcher للصواريخ وتحمل صاروخين من النوع 9M82ME
- الرادار 9S32M ذو مصفوفة المسح الإلكتروني السلبي ثنائي القنوات لتوجيه الصواريخ ويبلغ مداه 277 كم بحد اقصى ويمكنه رصد الطائرات المقاتلة ذات المقطع الرادار المنخفض من مسافة 150 كم.
- الرادار ثلاثي الابعاد 9S15M للإنذار المبكر ويبلغ مدى مسحه بحد اقصى 320 كم أفقيا و55 كم رأسيا.
- الرادار 9S19M ذو مصفوفة هوائيات المسح السلبي والمتخصص في رصد وتتبع وامساك الصواريخ الجوالة والباليستية والاهداف ذات المقطع الرإداري المنخفض ويبلغ مداه 175 كم.

## قدرات الاشتباك للصواريخ
1. الصاروخ 9M82ME : يبلغ مداه 200 كم أفقيا (بعض المصادر تشير إلى 250 كم) و 25 متر - 30 كم رأسيا ضد الطائرات و 40 كم افقيا و1 كم - 25 كم رأسيا ضد الصواريخ الباليستية ويشتبك مع صاروخ باليستي سرعته 4.5 كم / ثانية مطلق من مسافة 2500 كم.
2. الصاروخ 9M83ME : يبلغ مداه 130 كم أفقيا و25 متر - 30 كم رأسيا ضد الطائرات و40 كم أفقيا و1 كم - 25 كم رأسيا ضد الصواريخ الباليستية ويشتبك مع صاروخ باليستي سرعته 3 كم / ثانية مطلق من مسافة 1100 كم.

## قدرة التتبع والاشتباك
حتى 24 طائرة معا أو 16 صاروخا باليستيا معا بمعدل صاروخين لكل بقدرة إجمالية على توجيه 48 صاروخا في وقت واحد.
- زمن الإطلاق: 1.5 ثانية بين كل صاروخ
- سرعة رد الفعل: 7.5 ثوان حتى بدء الإطلاق
- النسخة S-300V4 هي تطوير للنسخة S-300VM حيث تستطيع الصواريخ ان تشتبك حتى مسافة 300 كم وظهرت عام 2011 لأول مرة.

## المشغلون
- روسيا[1][2][3]
- مصر [4][5][6]
- فنزويلا[7]

## وصلات خارجية
- S-400
- S-300PMU
- www.defence-update.com
- Video:S-300 air defense missiles NATO- SA-10 Grumble على يوتيوب
- Video:New generation of anti-aircraft weapon system complex على يوتيوب
- APA-Grumble-Gargoyle
- almaz-antey